# Widdrington Castle
Widdrington Castle ist eine abgegangene Burg im Dorf Widdrington, etwa 1,6 km von der Nordseeküste, in der englischen Grafschaft Northumberland. Heute sind von dem früheren Wohnturm nur noch Erdwerke erhalten.
Das Anwesen gehörte seit dem 12. Jahrhundert der Familie Widdrington. 1341 erhielt Gerald Widdrington die königliche Erlaubnis, sein Haus zu befestigen (engl.: „Licence to Crenellate“). Anfang des 17. Jahrhunderts wurde es als Herrenhaus neu erbaut. Zeitgenössische Gravierungen zeigen einen großen Turm mit Scharwachttürmen an den Ecken, ähnlich dem heute noch erhaltenen Belsay Castle.
William Widdrington, 1. Baron Widdrington, heiratete 1643 die Erbin von Blankney Hall in Lincolnshire und so hörte die Burg auf, Hauptsitz der Familie zu sein.
Die Anwesen von William Widdrington, 4. Baron Widdrington, wurden in Folge eines Vorwurfs des Hochverrats wegen dessen Teilnahme am Jakobitenaufstand 1715 von der Krone eingezogen und verkauft. 1720 wird die Burg in einem Bericht als Ruine bezeichnet.
Die neuen Besitzer bauten die Burg 1772 wieder auf, aber die Gebäude wurden später durch einen Brand zerstört. Ein zweiter Versuch des Neuaufbaus war erfolgreicher, aber die resultierende, neugotische Burg wurde 1862 abgerissen.